# Luis Castillo
Pour les articles homonymes, voir Luis Castillo (baseball, 1992) et Castillo.
Luis Antonio Castillo Donato (né le 12 septembre 1975 à San Pedro de Macorís en République dominicaine) est un joueur de baseball qui évolue en Ligues majeures de 1996 à 2010.
Ce joueur de deuxième but participe aux matchs des étoiles de 2002, 2003 et 2005 et gagne la Série mondiale 2003 avec les Marlins de la Floride. De 2003 à 2005, son jeu défensif est souligné par 3 Gants dorés.

## Carrière

### Marlins de la Floride
Luis Castillo est recruté le 19 août 1992 comme agent libre amateur par les Marlins de la Floride. Il passe quatre saisons en Ligues mineures avant d'effectuer ses débuts en Ligue majeure le 8 août 1996.
Il évolue pour les Marlins jusqu'en 2005 et fait partie des équipes championnes de la Série mondiale 1997 et de la Série mondiale 2003. 
Durant la saison 2002, Castillo établit le record de franchise des Marlins en frappant au moins un coup sûr dans 35 matchs de suite.
Le 14 octobre 2003, dans le 6e match de la Série de championnat 2003 de la Ligue nationale au Wrigley Field de Chicago contre les Cubs, Luis Castillo cogne la fausse balle qui est touchée par le spectateur Steve Bartman dans un incident célèbre.

### Twins du Minnesota
En décembre 2005, les Twins du Minnesota font l'acquisition de Castillo en provenance des Marlins. Ils cèdent en retour le lanceur Travis Bowyer et un joueur des ligues mineures.
Castillo est échangé aux Mets de New York le 30 juillet 2007 en retour du receveur Drew Butera et un joueur des ligues mineures. 

### Mets de New York
Devenu agent libre après la saison 2007, il s'engage avec les Mets de New York le 19 novembre 2007. 
Après trois saisons et demie avec les Mets, ceux-ci le retiennent pas ses services au camp d'entraînement du printemps 2011 et le libèrent, même si le joueur a toujours six millions de dollars garanti à son contrat.

### Phillies de Philadelphie
Castillo rejoint les Phillies de Philadelphie le 21 mars 2011. Il s'engage via un contrat de ligues mineures mais est libéré à la fin du camp d'entraînement.